# Esgrima nos Jogos Europeus de 2015 - Sabre por equipes feminino
A competição do sabre por equipe feminino foi um dos eventos da esgrima nos Jogos Europeus de 2015, em Baku, no Azerbaijão. Foi disputada no Baku Crystal Hall no dia 27 de junho.

## Calendário
Horário de verão do Azerbaijão (UTC+5).
| Data        | Horário | Fase             |
| ----------- | ------- | ---------------- |
| 27 de junho | 09:30   | Quartas de final |
| 27 de junho | 10:40   | Semifinal        |
| 27 de junho | 10:40   | Final            |

## Medalhistas
|  | UKR Ucrânia                                                |  | ITA Itália                                                        |  | RUS Rússia                                                      |
|  | Olha Kharlan Alina Komashchuk Olena Kravatska Olha Zhovnir |  | Sofia Ciaraglia Martina Criscio Rebecca Gargano Caterina Navarria |  | Viktoriya Kovaleva Yana Obvintseva Mariya Ridel Tatiana Sukhova |

## Resultados
Os resultados do evento foram os seguintes.
|  | Quartas de final | Quartas de final |             |    | Semifinal | Semifinal      |                |  | Final | Final |
|  |                  |                  |             |    |           |                |                |  |       |       |
|  |                  |                  |             |    |           |                |                |  |       |       |
|  |                  |                  |             |    |           |                |                |  |       |       |
|  |                  |                  |             |    |           |                |                |  |       |       |
|  |                  |                  |             |    |           |                |                |  |       |       |
|  |                  |                  |             |    |           |                |                |  |       |       |
|  | FRA França       | 33               |             |    |           |                |                |  |       |       |
|  | FRA França       | 33               |             |    |           |                |                |  |       |       |
|  |                  |                  | ITA Itália  | 45 |           |                |                |  |       |       |
|  | POL Polônia      | 17               | ITA Itália  | 45 |           |                |                |  |       |       |
|  | POL Polônia      | 17               |             |    |           |                |                |  |       |       |
|  | ITA Itália       | 45               |             |    |           |                |                |  |       |       |
|  | ITA Itália       | 45               | ITA Itália  | 43 |           |                |                |  |       |       |
|  |                  |                  | ITA Itália  | 43 |           |                |                |  |       |       |
|  |                  | UKR Ucrânia      | 45          |    |           |                |                |  |       |       |
|  | UKR Ucrânia      | UKR Ucrânia      | 45          | 45 |           |                |                |  |       |       |
|  | UKR Ucrânia      |                  |             | 45 |           |                |                |  |       |       |
|  | AZE Azerbaijão   | 24               |             |    |           |                |                |  |       |       |
|  | AZE Azerbaijão   | 24               | UKR Ucrânia | 45 |           |                |                |  |       |       |
|  |                  |                  | UKR Ucrânia | 45 |           |                |                |  |       |       |
|  |                  |                  | RUS Rússia  | 34 |           | Terceiro lugar | Terceiro lugar |  |       |       |
|  |                  |                  | RUS Rússia  | 34 |           | Terceiro lugar | Terceiro lugar |  |       |       |
|  |                  |                  |             |    |           |                |                |  |       |       |
|  |                  |                  |             |    |           |                |                |  |       |       |
|  | FRA França       | 29               |             |    |           |                |                |  |       |       |
|  | FRA França       | 29               |             |    |           |                |                |  |       |       |
|  | RUS Rússia       | 45               |             |    |           |                |                |  |       |       |
|  | RUS Rússia       | 45               |             |    |           |                |                |  |       |       |

|  | Quinto lugar   |    |
|  |                |    |
|  |                |    |
|  |                |    |
|  | POL Polônia    | 41 |
|  | POL Polônia    | 41 |
|  | AZE Azerbaijão | 45 |
|  | AZE Azerbaijão | 45 |

## Classificação final
A classificação final foi a seguinte. 
| Posição           | Equipe                                                                          |
| ----------------- | ------------------------------------------------------------------------------- |
| Medalha de ouro   | UKR Ucrânia Olha Kharlan Alina Komashchuk Olena Kravatska Olha Zhovnir          |
| Medalha de prata  | ITA Itália Sofia Ciaraglia Martina Criscio Rebecca Gargano Caterina Navarria    |
| Medalha de bronze | RUS Rússia Viktoriya Kovaleva Yana Obvintseva Mariya Ridel Tatiana Sukhova      |
| 4                 | FRA França Sara Balzer Flora Palu Margaux Rifkiss Marion Stoltz                 |
| 5                 | AZE Azerbaijão Sevil Bunyatova Sevinc Bunyatova Fatima Ibrahimova Sabina Mikina |
| 6                 | POL Polônia Karolina Kaleta Magdalena Pasternak Angelika Wątor Martyna Wątora   |